# 罗伯特·瓦尔泽中心
罗伯特·瓦尔泽中心（Robert Walser-Zentrum）是研究和传播瑞士德语作家罗伯特·瓦尔泽和卡尔·塞里希（Carl Seelig）的公益性机构。2009年，罗伯特·瓦尔泽中心在瑞士伯尔尼成立。罗伯特·瓦尔泽中心致力于收藏、研究和传播瓦尔泽和塞里希的文学作品以及手稿、遗著。中心竭诚为瓦尔泽研究专家和一般读者服务，下属瓦尔泽档案馆和图书馆，拥有足够空间可用于来访者阅读和工作，以及举办相关作家不同主题的展览活动。中心整理出版瓦尔泽作品，瓦尔泽研究论文和学术专著，举办学术研讨会和讨论会以及各种相关活动和专题展览 。中心的重点工作之一是推动和支持瓦尔泽文学作品翻译。为了提升工作和服务质量，中心与地方、国家和国际伙伴展开各种项目合作，与高校、高等技术学院和中学、剧院、博物馆、档案馆、出版社、各种文学机构以及翻译家密切合作。

## 历史
1966年，律师艾利欧·福勒利希博士（Dr. Elio Fröhlich）在苏黎世创立了“卡尔·塞里希基金会”（Carl Seelig-Stiftung），1973年，该基金会为了收藏和保护瓦尔泽手稿，为瓦尔泽研究者提供资料，成立了罗伯特·瓦尔泽档案馆。2004年，“卡尔·塞里希基金会”更名为“苏黎世—罗伯特·瓦尔泽基金会”。罗伯特·瓦尔泽档案馆历任馆长依次为：卡塔琳娜·凯尔（Katharina Kerr）、戈多·施泰方尼（Guido Atefani）、维尔纳·毛朗（Werner Molang）、伯恩哈特·艾希特（Bernhard Echte）、玛格特·基格尔（Margit Gigerl）、卢卡斯·马可·基希（Lucas Marco Gisi）和卢卡斯·格罗尔（Lucas Gloor）。
2009年，基金会机构发生了深层次变化，随着迁址伯尔尼，原基金会更名为“伯尔尼—罗伯特·瓦尔泽基金会”，同时成立了“罗伯特·瓦尔泽中心”，中心主任为创始人雷托·绍尔格(Reto Sorg) 。至此，罗伯特·瓦尔泽档案馆便成为罗伯特·瓦尔泽中心的一个重要组成部分。罗伯特·瓦尔泽中心与志愿者通力合作，他们通过自己的学术研究竭力支持中心工作，并为中心的日常运行做出了贡献 。

## 罗伯特·瓦尔泽档案馆
档案馆的工作重点是收藏罗伯特·瓦尔泽的手稿、信件、自传材料以及不断增加的瓦尔泽研究和接受、传播方面的书籍。中心旨在对瓦尔泽手稿、书籍、资料文献进行篇目、整理、收藏和研究。自2009年后，瓦尔泽的珍贵手稿，其中包括“密码卷帙”（Mikrogramme）虽被存入位于伯尔尼的瑞士国家图书馆（NB）瑞士文学档案馆（SLA）内珍藏，但这些藏品仍然属于罗伯特·瓦尔泽基金会所有。这些档案包括罗伯特·瓦尔泽兄弟姐妹、卡尔·塞里希以及瓦尔泽研究者阿纳·加贝利施（Anne Gabrisch）、约亨·格莱文（Jochen Greven）、维尔纳·毛朗（Werner Morlang）等的手稿文献。自1980年代以来，中心一直致力于罗伯特·瓦尔泽文稿的各种版本编辑和出版工作。

## 图书馆
罗伯特·瓦尔泽中心（Robert Walser-Zentrum）拥有全世界最权威的罗伯特·瓦尔泽专业图书馆，该图书馆藏有罗伯特·瓦尔泽所有作品以及瓦尔泽学术研究书刊资料和论文、所有目前能收集到的瓦尔泽作品的各种语言翻译，还包括未发表的高校学位论文等 。图书馆的目录为全世界瓦尔泽研究者提供重要检索工具，研究者可以通过罗伯特·瓦尔泽中心的德语和英语访问目录主页进行图书资料检索。罗伯特·瓦尔泽中心还收藏迄今为止最完整的瓦尔泽作品各种语言译本。

## 展览
罗伯特·瓦尔泽中心设有介绍瓦尔泽生平、作品和文学接受和传播方面的展览。迄今为止，中心举办过多次专题展览，其中包括瓦尔泽生前发表文学作品展，展示了作家首次出版书籍的实物；瓦尔泽“密码卷帙”（Mikrogramme）展览；瓦尔泽书信实物展览等。除此之外，中心还与艺术家罗伯特·弗兰克（Robert Frank）、蒂罗·施泰莱夫（Tilo Steireif） 、托马斯·赫尔施豪恩（Thomas Hirschhorn） 、耶维斯·奈茨哈默尔（Yves Netzhammer） 等合作，举办专题展览会。

## 网络资源
罗伯特·瓦尔泽中心：Robert Walser-Zentrum
中心图书馆目录：Bibliotheks-Katalog des Robert Walser-Zentrums

## 外部連結
- Robert Walser-Zentrum (EN) （页面存档备份，存于）

- Robert Walser-Zentrum (DE) （页面存档备份，存于）

- Library Catalogue (EN), Robert Walser Center （页面存档备份，存于）

- Library Catalogue (DE), Robert Walser Center （页面存档备份，存于）